# Тетјушкина
Тетјушкина (рус. Тетюшкина) малена је река која протиче преко јужних делова Мурманске области, на крајњем југозападну Кољског полуострва. Свој ток започиње на обронцима Лувењске тундре, тече у смеру севера и запада и након свега 15 km тока улива се у вештачко језеро Пинозеро. Преко реке Ниве која је отока Пинозера повезана је са басеном Белог мора.
У горњем делу тока, на надморској висини од 131 метра, протиче кроз малено језеро Тетјушкино. Брзина тока недалеко од ушћа је око 0,3 м/с.
Река протиче преко територије Кандалашког општинског рејона.